# Langeskov Centret
Langeskov Centret er et indkøbscenter i Langeskov, Kerteminde Kommune. Centret ligger midt i byen ved siden af togstationen. I centret og det omgivende centerområde er der mere end 20 butikker og dagligvarebutikker samt forskellige liberale erhverv, såsom tandlæge- og lægeklinik samt flere spisesteder.
Langeskov Centret er opført over flere omgange. De ældste dele er fra omkring 1969, mens de nyeste er fra omkring 1986. En udvidelse med boliger på centrets tag blev vedtaget af Kerteminde Byråd den 26. marts 2020.
Den første butik, der åbnede i 1969, var Langeskov Boghandel.
Centret fremstår, trods dets fragmenterede matrikel- og udbygningsstruktur, som en helhed med udvendige facader i pudset tegl, fladt tag og fremhævede indgangspartier med store overdækninger i form af glasbuer. Den indre torveplads er yderligere overdækket af glas i form af en pyramide-konstruktion, der i godt vejr kan skydes til siden. Langs centrets facader findes delvist overdækkede gangstier, der forbinder centrets parkeringsarealer.